# Fast & Furious 6 (nhạc phim)
Fast & Furious 6 (Original Motion Picture Soundtrack) là album nhạc phim của bộ phim Fast & Furious 6, phát hành kỹ thuật số trên iTunes vào ngày 17 tháng 5 năm 2013 và dưới định dạng đĩa CD vào ngày 21 tháng 5 năm 2013, bởi hãng ghi âm Def Jam Recordings. Album chủ yếu bao gồm các bài hát nhạc điện tử và hip hop.
Lucas Vidal biên soạn phần nhạc nền cho Fast & Furious 6.
Bài hát "We Own It (Fast & Furious)" của 2 Chainz và Wiz Khalifa đã đạt được vị trí thứ 6 trên bảng xếp hạng UK Singles Chart, trở thành đĩa đơn thành công nhất của 2 Chainz tại quốc gia này.

## Danh sách bài hát
| STT | Nhan đề                              | Nghệ sĩ                                    | Thời lượng |
| --- | ------------------------------------ | ------------------------------------------ | ---------- |
| 1.  | "We Own It (Fast & Furious)"         | 2 Chainz và Wiz Khalifa                    | 3:47       |
| 2.  | "Ball"                               | T.I. hợp tác với Lil Wayne                 | 3:24       |
| 3.  | "Con Locura"                         | Sua hợp tác với Jiggy Drama                | 3:47       |
| 4.  | "HK Superstar"                       | MC Jin hợp tác với Daniel Wu               | 3:24       |
| 5.  | "Failbait"                           | deadmau5 hợp tác với Cypress Hill          | 4:49       |
| 6.  | "Bada Bing"                          | Benny Banks                                | 3:19       |
| 7.  | "Burst! (Bart B More Remix)"         | Peaches                                    | 6:13       |
| 8.  | "Mister Chicken"                     | Deluxe                                     | 3:13       |
| 9.  | "Roll It Up"                         | The Crystal Method                         | 6:01       |
| 10. | "Here We Go / Quasar (Hybrid Remix)" | Hard Rock Sofa hợp tác với Swanky Tunes    | 3:23       |
| 11. | "Bandoleros"                         | Don Omar hợp tác với Tego Calderón         | 5:06       |
| 12. | "Rest of My Life"                    | Ludacris hợp tác với Usher và David Guetta | 3:52       |